# Parafia św. Andrzeja Boboli w Bukownie
Parafia św. Andrzeja Boboli w Bukownie – rzymskokatolicka parafia, położona w dekanacie sławkowskim, diecezji sosnowieckiej.
Erygowana w 1938 roku.